# Zilkaria assymetrica
Zilkaria assymetrica är en insektsart som beskrevs av De Menezes 1974. Zilkaria assymetrica ingår i släktet Zilkaria och familjen dvärgstritar. Inga underarter finns listade i Catalogue of Life.